# Igé (Saône-et-Loire)
Igé é uma comuna francesa na região administrativa de Borgonha-Franco-Condado, no departamento de Saône-et-Loire. Estende-se por uma área de 14,61 km². Em 2010 a comuna tinha 896 habitantes (densidade: 61,3 hab./km²).